# 로버트 타워스
로버트 타워스(Robert Towers, 1936년 8월 19일 ~ )는 미국의 배우, 성우이다.
롱아일랜드에서 태어났다.

## 영화
- 테이블 포 쓰리 (2009년)
- 벤자민 버튼의 시간은 거꾸로 간다 (2008년) - 벤자민 1932-34 역
- 아인슈타인의 놀이터 (2002년)
- 현대판 왕자와 거지 (1994, Summertime Switch)
- 도박의 비결 (1989년)
- 스튜어디스 스쿨 (1986년)